# The Night Before
The Night Before er en amerikansk jule-komediefilm fra 2015. Filmen er instrueret af Jonathan Levine, skrevet af Levine, Evan Goldberg, Kyle Hunter og Ariel Shaffir. Filmen har Joseph Gordon-Levitt, Seth Rogen og Anthony Mackie i hovedrollerne.

## Handling
Ethan, Isaac og Chris har været bedstevenner siden barndommen. Siden den 24. december 2001, hvor Ethan mistede begge i en trafikulykke, har de holdt en årlig julegenforening i New York med udskejelser og sjov.
De er nu blevet voksne, og traditionen er i færd med at svinde ud, så for at gøre det så mindeværdigt som muligt begiver de sig ud for at finde the Nutcracka Ball - den hellige gral af julefester.

## Rolleliste
- Joseph Gordon-Levitt som Ethan
- Seth Rogen som Isaac
- Anthony Mackie som Chris
- Lizzy Caplan som Diana
- Jillian Bell som Betsy Greenberg
- Heléne Yorke som Cindy.
- Michael Shannon som Mr. Green
- Mindy Kaling som Sarah.
- Ilana Glazer som Rebecca Grinch.
- Lorraine Toussaint som Mrs. Roberts.
- Aaron Hill como Tommy.
- James Franco som sig selv
- Miley Cyrus som sig selv
- Baron Davis som sig selv